# Woelfling-lès-Sarreguemines
Woelfling-lès-Sarreguemines är en kommun i departementet Moselle i regionen Grand Est (tidigare regionen Lorraine) i nordöstra Frankrike. Kommunen ligger i kantonen Sarreguemines-Campagne som tillhör arrondissementet Sarreguemines. År 2022 hade Woelfling-lès-Sarreguemines 697 invånare.

## Befolkningsutveckling
Antalet invånare i kommunen Woelfling-lès-Sarreguemines
| Referens: INSEE |